# Tärsviken
Tärsviken är en sjö i Hudiksvalls kommun i Hälsingland och ingår i Harmångersån-Delångersåns kustområde. Sjön har en area på 0,0673 kvadratkilometer och ligger 8,5 meter över havet.

## Delavrinningsområde
Tärsviken ingår i det delavrinningsområde (684381-158317) som SMHI kallar för Utloppet av Viken. Medelhöjden är 26 meter över havet och ytan är 3,31 kvadratkilometer. Det finns inga avrinningsområden uppströms utan avrinningsområdet är högsta punkten. Vattendraget som avvattnar avrinningsområdet har biflödesordning 2, vilket innebär att vattnet flödar genom totalt 2 vattendrag innan det når havet efter 0,5 kilometer. Avrinningsområdet består mestadels av skog (73 procent). Avrinningsområdet har 0,21 kvadratkilometer vattenytor vilket ger det en sjöprocent på 6,3 procent.